# Francisco de Busleyden
Francisco de Busleyden (Arlon, hacia 1455 - Toledo, 23 de agosto de 1502), fue un eclesiástico y estadista de Flandes. Fue preceptor de 1485 a 1495 y posteriormente el consejero más influyente de  Felipe el Hermoso.

## Biografía

### Su formación
Asistió a diversas universidades, entre ellas las de París, Colonia y Lovaina. Entró al servicio del obispo de Cambrai, Henri de Bergues, como secretario. Párroco de la iglesia de San Martín en Arlon. Recibido en Lovaina como canónigo de la catedral de San Lamberto de Lieja en 1483. Elegido presbítero en 1485. En 1487 es procurador de Nicolás Le Ruistre, (futuro obispo de Arrás entre 1501 y 1509).

### Hombre de Iglesia
Es doctor en leyes y presbítero en la iglesia de San Lamberto de Lieja.
El 1 de diciembre de 1488 recibe otra prebenda: es nombrado presbítero foráneo en la iglesia colegial de Santa Valdetrudis de Mons. Esta prebenda estaba vacante por una permuta con Gilles de la Place, que fue recibido por poderes en el capítulo el 21 de junio de 1476. El capítulo de la iglesia recibe a Busleyden el 10 de diciembre de 1488.
El 20 de junio de 1490 es elegido canónigo de la iglesia colegial de Santos Pedro y Guido, en Anderlecht. Es elegido presbítero de la catedral de San Donato en Brujas el 23 de diciembre de 1490. También era archidiácono en la catedral de San Miguel y Santa Gúdula, en Bruselas en 1492, cuando fue elegido tesorero por el conjunto de los canónigos en 1497. Francisco de Busleiden es nombrado decano de Nuestra Señora de Amberes el 3 de octubre de 1498.
Fue elegido el 12 de octubre de 1498 arzobispo de Besanzon por el Cabildo Metropolitano gracias a las recomendaciones de  Felipe el Hermoso y  Maximiliano de Austria. El papa Alejandro VI le nombró cardenal en secreto y le daría el derecho de sucesión al obispado de Cambrai, de donde también era canónigo, así como canónigo de San Siméon en Tréveris. A su llegada a España como acompañante de Felipe el Hermoso y Juana de Castilla como herederos de  Isabel de Castilla y Fernando II de Aragón, es nombrado obispo de Coria.

### Diplomático del duque de Borgoña
Fue hombre de la iglesia, pero también un gran estadista.
Fue elegido por Maximiliano de Habsburgo, pero sobre todo por Margarita de York (viuda del duque de Borgoña, Carlos el Temerario) como tutor del joven Felipe el Hermoso, una posición que ocupó de 1485 a 1495. Fue asesor de 1495 a 1502, Maître des requêtes de la corte en 1495, Director de Finanzas después de Felipe de Borgoña-Beveren en 1497, primer Maître des requêtes desde 1498 a 1499. Participó activamente en el gobierno en ausencia de Felipe el Hermoso, fue consejero doméstico en 1500 y luego consejero áulico en julio de 1502 tras el regreso de Henry Berghen mientras viajaba a España. Condujo muchas misiones diplomáticas tanto de Maximiliano de Austria como de Felipe el Hermoso.
Fue uno de los representantes de Maximiliano de Austria en el Tratado de Senlis el 23 de mayo de 1493. Participó en el tratado sobre el comercio, Intercursus Magnus, en febrero de 1496 entre Flandes e Inglaterra. Fue el principal embajador, junto a Guillermo de Croy, Nicolás Le Ruistre y Pierre Lesseman, en la negociación del contrato matrimonial entre Carlos de Luxemburgo, el futuro Carlos V, y la princesa Claudia de Francia, hija de Luis XII y Ana de Bretaña. El contrato se firmó en Lyon el 10 de agosto de 1501.

### El benefactor
Busleyden ofreció una donación en 1499 para la construcción de la celda del prior en la cartuja anterior a la cartuja de Lovaina. También hizo una donación para la construcción de la celda en la cartuja de Scheut, en Anderlecht, al mismo tiempo. También aparece como benefactor de las cartujas de Amberes y Hérinnes.
En el Museo Voor de Kunst de Religieuze, en Uden, se expone un cáliz con las armas de Busleyden ofrecido por este a Guillermo de Enckenvoirt en 1502.
Es alabado por Erasmo en su panegírico a Felipe el Hermoso de 1506.
Su hermano, Jerónimo de Busleyden, fue fundador del Collegium Trilingüe de la Universidad de Lovaina.

## Filmografía

### Televisión
| Año  | Serie  | Canal | Actor     |
| ---- | ------ | ----- | --------- |
| 2014 | Isabel | TVE   | Abel Folk |

## Literatura
- NEVE, Felix. "François de Busleyden", en: Biographie nationale de Belgique, Tome III, 1872, col. 204-205.
- LUCAS, Samuel. François de Busleyden, www.freewebs.com/busleyden.

- Datos: Q2278766